# Скеджа и Пашелупо
Скѐджа и Пашелу̀по (на италиански: Scheggia e Pascelupo) е община в Централна Италия, провинция Перуджа, регион Умбрия. Разположена е на 580 m надморска височина. Населението на общината е 1484 души (към 2010 г.).
Административен център на общината е село Скеджа (Scheggia).